# Арел
Арел (фр. Arrelles) је насељено место у Француској у региону Шампањ-Арден, у департману Об.
По подацима из 2011. године у општини је живело 87 становника, а густина насељености је износила 6,06 становника/km².

## Демографија
| 1962. | 1968. | 1975. | 1982. | 1990. | 2011. |
| ----- | ----- | ----- | ----- | ----- | ----- |
| 151   | 103   | 119   | 92    | 85    | 87    |